# Olivier Flournoy
Pour les articles homonymes, voir Flournoy.
Olivier Flournoy est un psychanalyste suisse, né le 8 janvier 1925 à Genève, où il meurt le 22 octobre 2008.

## Biographie
Il naît dans une famille de pionniers de la psychologie et de la psychanalyse : son père, Henri Flournoy, participe à l'institutionnalisation de la psychanalyse à Paris et à Genève, son grand-père Théodore Flournoy est médecin et psychologue, et son beau-frère, Raymond de Saussure a participé au développement de la psychanalyse en Suisse romande. Olivier Flournoy obtient son diplôme de médecin en 1950. Il est ensuite nommé à Paris premier interne des hôpitaux à titre étranger à l'hôpital Broussais. Il commence simultanément une psychanalyse avec Daniel Lagache et des supervisions avec Jacques Lacan et Françoise Dolto. En 1958, il obtient un poste de résident à la Menninger Foundation à Topeka (Kansas), puis, il poursuit sa formation au Mount Sinaï Hospital à New York. De retour à Genève en 1960, il s’installe comme psychanalyste et organise des séminaires hebdomadaires et des supervisions. Il est l'auteur d'articles scientifiques. En 1975, il invite Jacques Lacan à parler dans le cadre de son séminaire. Il exerce son métier jusqu’en 2007.

## Distinctions
- 1985-1987 : président de la Société suisse de psychanalyse

## Vie privée
Il est le petit fils de Théodore Flournoy et le fils d'Henri Flournoy.

## Ouvrages
- Le Temps d'une psychanalyse, éd. Belfond, 1979 lire en ligne sur Gallica
- L'Acte de passage, d'une manière de terminer sa psychanalyse, éd. Baconnière, 1985
- Théodore et Léopold, de Théodore Flournoy à la psychanalyse, éd. Baconnière, 1986
- Défense de toucher ou la jouissance du dit. Essai de métapsychanalyse éd. Calmann Lévy, 1994
- Un désirable désir, Puf, coll. « Épîtres », 2003
- De l'Amitié. Rencontres personnelles et intellectuelles avec Saussure, Freud et Lacan, éd. Labor et Fides, 2010